# Amorphophallus annulifer
Amorphophallus annulifer är en kallaväxtart som beskrevs av Wilbert Leonard Anna Hetterscheid. Amorphophallus annulifer ingår i släktet Amorphophallus och familjen kallaväxter. Inga underarter finns listade.